# Eunidia rufolineata werneri
Eunidia rufolineata werneri es una subespecie de escarabajo longicornio del género Eunidia, categorizada en la tribu Eunidiini, de la subfamilia Lamiinae. Fue descrita por Teocchi en 1989.

## Descripción
Mide 7-9 mm de longitud.

## Distribución
Se distribuye por Sudáfrica.